# 30 Rock (3.ª temporada)
A terceira temporada de 30 Rock, uma série de comédia televisiva americana, composta de 22 episódios começou a ser exibida em 30 de Outubro de 2008 na NBC rede nos Estados Unidos. A temporada foi produzida pela Broadway Video, Little Stranger e NBC Universal, os produtores executivos foram a criadora da série, Tina Fey, Lorne Michaels, Marci Klein, David Miner, e Robert Carlock.
30 Rock é centrado no The Girlie Show with Tracy Jordan (TGS), uma ficção de comédia da série, e sua escritora chefe Liz Lemon , interpretada por Fey. A série segue Lemon como ela manipula o seu trabalho e sua vida pessoal. Nesta temporada, Liz incide pesadamente sobre sua vida pessoal, tentando adoptar uma criança e encontrar um novo parceiro romântico. Enquanto isso, Jack Donaghy persegue um novo relacionamento, Jenna Maroney empreende uma novo projeto cinematográfico baseado em Janis Joplin, e Tracy Jordan desfruta do sucesso de seu vídeo game desenvolvido no final da temporada anterior.
A terceira temporada foi ao ar no banner promocional da NBC "Comedy Night Done Right" às quintas-feiras às 21:30 Hora do Leste. A temporada foi aclamada pela crítica e recebeu 22 nomeações para os Emmy Awards, o maior para um único show em 2009. As nomeações quebraram o próprio recorde (17) de 30 Rock para a comédia mais indicada em uma única cerimónia dos Primetime Emmy Award. A temporada foi lançada em DVD como um box de três-discos sob o título de 30 Rock : Season 3 em 22 de Setembro de 2009, pela Universal Studios.

## Tripulação
A terceira temporada foi produzida pela Broadway Video, Little Stranger, e NBC Universal e foi ao ar na NBC. Os produtores executivos foram a criadora da série, Tina Fey, Lorne Michaels, Marci Klein, David Miner, e Robert Carlock. Jack Burditt, John Riggi e Ron Weiner actuaram como co-produtores executivos. Os produtores para a temporada foram Alec Baldwin, Jerry Kupfer, e Don Scardino com Diana Schmidt e Irene Burns como co-produtores. Joann Alfano havia sido o produtor executivo nas primeiras temporadas e tinha desocupado a posição mais tarde. Ron Weiner tornou-se um co-produtor executivo depois de ter sido editor de textos para a segunda temporada. Alec Baldwin, que interpreta Jack Donaghy na série, se tornou um produtor para a terceira temporada.
Havia 11 directores ao longo da temporada. Aqueles que dirigiram vários episódios da série foram o produtor Don Scardino, Gail Mancuso e Beth McCarthy. Havia oito directores e cada um dirigiu um episódio durante toda a temporada: Steve Buscemi, Todd Holland, Constantino Makris, John Riggi, Ken Whittingham, Tricia Brock, Millicent Shelton, e Scott Ellis. Os escritores da série que escreveram os episódios desta temporada incluem Tina Fey, Robert Carlock, Jack Burditt, John Riggi e Matt Hubbard.

## Elenco

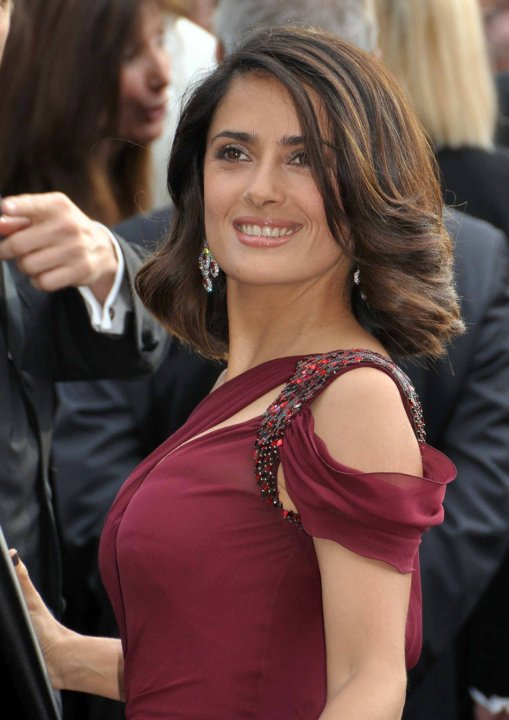
Salma Hayek apareceu em seis episódios como a enfermeira da mãe de Jack, Elisa.

Dez actores receberam nome na abertura. Tina Fey retratou Liz Lemon, a escritora cabeça de uma fictícia comédia ao vivo - a série de televisão TGS. O elenco do TGS é composto por três actores. O actor principal é a estrela de filmes Tracy Jordan, interpretado por Tracy Morgan. Os co-estrelas são a densa Jenna Maroney, interpretada por Jane Krakowski e Josh Girard, que também é um escritor para TGS, interpretado por Lonny Ross. Jack McBrayer interpretou o ingénuo paquete da NBC Kenneth Parcell. Scott Adsit actuou como o produtor da TGS sábio e espirituoso, Pete Hornberger. Judah Friedlander interpretou o amante de chapéus de camioneiro e escritor Frank Rossitano. Alec Baldwin interpretou o executivo da NBC Jack Donaghy. O título das empresas de Donaghy para a maioria da temporada é "Head of East Coast Television and Microwave Oven Programming". Keith Powell interpretou o ex-aluno da Universidade de Harvard, e funcionário escritor da TGS James "Toofer" Spurlock. Katrina Bowden actuou como a "assistente dos escritores Cerie Xerox. O elenco apresenta personagens recorrentes, incluindo Maulik Pancholy como Jonathan, Grizz Chapman como Grizz Griswold, Kevin Brown como Dot Com Slattery, John Lutz como J.D. Lutz, e Chris Parnell como Dr. Leo Spaceman.
Salma Hayek teve uma recorrente aparição em seis episódios como Elisa, uma enfermeira para a mãe de Jack Donaghy e o actual interesse amoroso de Donaghy. Ela apareceu pela primeira vez em "Señor Macho Solo" e fez sua última aparição em "The Ones". Steve Buscemi teve um papel no episódio "The Natural Order" e "Mamma Mia" como Lenny Wosniak, um detective particular contratado por Donaghy. Alan Alda apareceu nos episódios "Mamma Mia" e "Kidney Now!" como Milton Greene, um homem que se acredita ser o pai de Jack Donaghy.

## Recepção

### Recepção Crítica

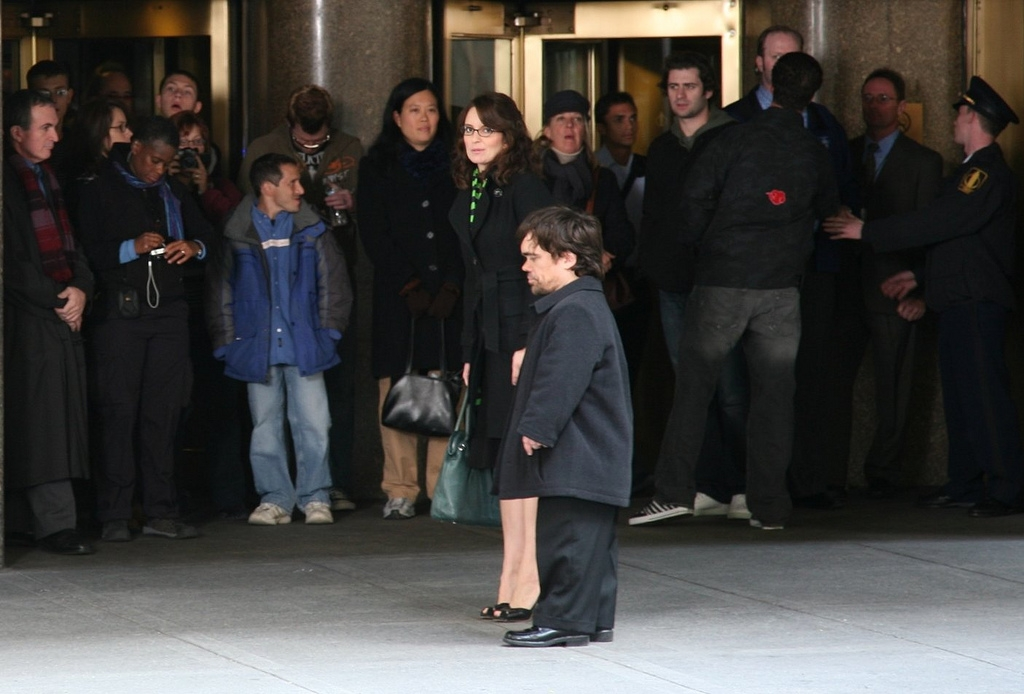
Tina Fey e Peter Dinklage a gravarem "Señor Macho Solo"

Robert Canning do IGN chamou a terceira temporada de "uma série no topo do seu jogo", marcando a época de uma saída de 9,3 de 10. Em particular, Canning notou que "a primeira metade do ano ... teve mais foco." Canning disse que o episódio de estreia " Do-Over" estava "lotado com a comédia", chamado "Señor Macho Solo" quase perfeito", mas disse que "a história do fim "Kidney Now!" foi divertida, mas média para um final de temporada." Alynda Wheat do Entertainment Weekly, revendo o lançamento do DVD, deu a uma A-temporada. Jeremy Medina da revista Paste também analisou o premiere, dizendo que era "espécie de primeiro dia de escola após as férias de verão a como: tipoestranho às vezes, mas rápida e dinâmica familiar e calorosamente todos ao mesmo tempo". Brian Lowry, do Variety, foi mais crítico, chamando a terceira temporada "extremamente desigual" e dizendo: 30 Rock foi "apenas uma boa comédia cujas deficiências impediram-na de se juntar às fileiras dos grandes." O Metacritic, que atribui uma pontuação baseada na revisão crítica, deu à época uma avaliação de 84% das 17 opiniões, significando "aclamação universal".

### Audiência

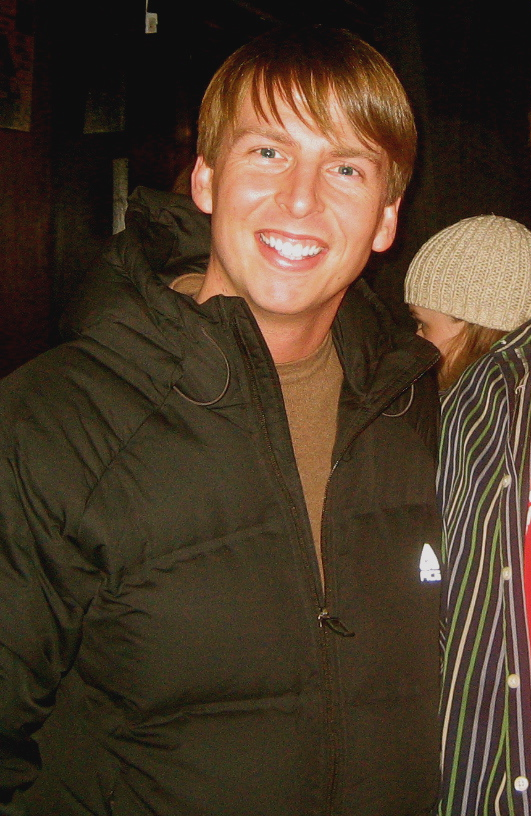
Jack McBrayer interpretou o personagem Kenneth Parcell.

A estreia da temporada, "Do-Over", recebeu 8.700.000 espectadores e teve a mais elevada audiência da série. O sexto episódio "Christmas Special" iria quebrar essa marca, conquistando 8,9 milhões de telespectadores. A Digital Video Recorder (DVR) representaram, em média, mais 1,2 milhões de espectadores para os episódios da terceira temporada. 30 Rock é a série popular entre a maioria dos espectadores de luxo, definidos como aqueles que têm um rendimento superior a 100 mil dólares por ano, nas redes de transmissão. O show tem em média 7.700.000 espectadores por episódio, a nível de audiência que a Variety chama de "sólidos" e credita a emparelhar o show com The Office na programação de quinta-feira da NBC. A Season Finale "Kidney Now!", exibida em 14 de Maio de 2009 foi vista por 5.700.000 de telespectadores.

### Prémios e nomeações
Esta temporada de 30 Rock recebeu 22 nomeações para os Emmy Award, o maior para um show em 2009, quebrando o próprio recorde de 30 Rock para a comédia mais indicada em um único Primetime Emmy Award (anteriormente 17). Nos 61 Primetime Emmy Awards, 30 Rock ganhou dois Creative Arts Emmy Awards, "Melhor Elenco para Série de Comédia" e "Melhor Edição de Imagem para uma Série de Comédia", do episódio "Apollo, Apollo". O espectáculo ganhou três Primetime Emmy Awards: "Melhor Série de Comédia", Alec Baldwin ganhou "Melhor Actor Principal em uma Série de Comédia" por seu papel como Jack Donaghy, e Matt Hubbard ganhou "Melhor Argumento em Série Cômica" por seu trabalho em "Reunion". Tina Fey, embora nomeada, não ganhou o prémio de "Melhor Actriz em Série de Comédia", que tinha ganho no ano anterior; Toni Collette de  United States of Tara ganhou o lugar. A CNN considerou a decisão "uma leve surpresa".

## Distribuição
30 Rock é transmitido no Canadá, no Reino Unido, e Austrália, além dos Estados Unidos. O show foi apresentado no Canadá no Citytv. Esta temporada de 30 Rock foi mostrada na Austrália sobre a Seven Network as 11:30, hora local, a partir de 2 de Fevereiro de 2009. A terceira temporada começou no Reino Unido em 5 de Outubro de 2009, no Comedy Central, passando onde na época anterior tinha ido ao ar.
A temporada foi lançada em DVD pela Universal Studios em 22 de Setembro de 2009 nos Estados Unidos e no Canadá depois de ter completado uma transmissão inicial a correr na NBC. O conjunto de DVD foi agendado para lançamento da Austrália em 11 de Novembro de 2009. Os conjunto de 3 discos com 22 episódios tem uma razão de aspecto 1.78:1, Dolby Surround 2.0 e 5.1 e legendas em Inglês e Espanhol. Além dos episódios, o DVD inclui características especiais como cenas que não foram ao ar, featurettes e comentários em áudio nos episódios selecionados, "Flu Shot", "Goodbye, My Friend", "The Bubble", "Apollo, Apollo", "The Ones", "Mamma Mia" e "Kidney Now!".

## Episódios
| N.º (série) | N.º (temp.) | Título                                 | Realizador(a)        | Argumentista(s)               | Transmissão original    | Cod. de produção | Telespectadores (em milhões) |
| --- | ----------- | -------------------------------------- | -------------------- | ----------------------------- | ----------------------- | ---------------- | ---------------------------- |
| 37 | 1           | "Do-Over"                              | Don Scardino         | Tina Fey                      | 30 de Outubro de 2008   | 301              | 8,70                         |
| Liz é avaliada por Bev (Megan Mullally) como parte de um processo de adopção, enquanto Jack volta do seu trabalho em Washington D.C. e tenta reaver o seu antigo emprego do seu arqui-inimigo Devon Banks (Will Arnett) na General Electric (GE). Entretanto, Jenna Maroney fica furiosa com Tracy Jordan por não ter sido remunerada pelo seu trabalho vocal no jogo de vídeo pornográfico criticamente aclamado criado por ele.                                                                                                   |             |                                        |                      |                               |                         |                  |                              |
| 38 | 2           | "Believe in the Stars"                 | Don Scardino         | Robert Carlock                | 6 de Novembro de 2008   | 302              | 8,10                         |
| Tracy e Jenna brigam por causa dos royalties de Gorgasm: The Legend of Dong Slayer, e Liz tenta encontrar uma solução para este conflito com a ajuda de Oprah Winfrey, a quem conheceu num voo de retorno à Nova Iorque. Enquanto isso, Kenneth fica em choque ao tomar conhecimento de que a maior parte dos eventos das Olimpíadas de Verão de 2008 foram encenados apenas para melhorar a imagem dos Estados Unidos e a audiência da NBC. Então, Jack tenta perturbar o absolutismo moral de Kenneth.                            |             |                                        |                      |                               |                         |                  |                              |
| 39 | 3           | "The One with the Cast of Night Court" | Gail Mancuso         | Jack Burditt                  | 13 de Novembro de 2008  | 303              | 7,50                         |
| A ex-companheira de quarto de Liz de Chicago, Claire Harper, vem visitá-la e a Jenna. Ela desenvolve uma obsessão com o stalker, como Jack. Kenneth está descontente com o novo uniforme de paquete da NBC, de modo Tracy decide animá-lo com a ajuda de membros do elenco de Night Court: Harry Anderson, Markie Post e Charlie Robinson. |             |                                        |                      |                               |                         |                  |                              |
| 40 | 4           | "Gavin Volure"                         | Gail Mancuso         | John Riggi                    | 20 de Novembro de 2008  | 304              | 7,30                         |
| Liz responde um dos amigos de Jack, o excêntrico empresário Gavin Volure, quando o par participa de um jantar com convidados, incluindo John McEnroe. Gavin, após oferecendo uma oportunidade a Jack de negócio secreto, torna-se encantado com Liz. Jack encoraja o relacionamento até que ele descobre que Gavin não é tão bem sucedido como ele alegou. Além disso, Kenneth investe seu dinheiro em negócios de Gavin. Enquanto isso, Tracy receia que os seus filhos, Tracy Jr e George Foreman Jordan, estão tentando matá-lo. |             |                                        |                      |                               |                         |                  |                              |
| 41 | 5           | "Reunion"                              | Beth McCarthy-Miller | Matt Hubbard                  | 4 de Dezembro de 2008   | 305              | 7,10                         |
| Don Geiss finalmente acorda de seu coma e choca Jack com seu anúncio de que ele será ainda CEO da General Electric (GE). Jack se oferece para voar Liz à sua reunião da Escola Secundária em rota de suas férias, fica é preso com ela pois o tempo fica mau. Uma vez lá Liz descobre que seus colegas de escola não se lembram de seus anos de escola da mesma forma que ela faz. |             |                                        |                      |                               |                         |                  |                              |
| 42 | 6           | "Christmas Special"                    | Don Scardino         | Kay Cannon & Tina Fey         | 11 de Dezembro de 2008  | 306              | 8,90                         |
| No episódio de Natal, Liz decide ajudar uma instituição de caridade para crianças carentes depois que seus pais faltam ao seu plano de férias. A mãe de Jack, Colleen, pára Jack de ir em umas férias de Natal e ele acaba tendo sua frustração no pessoal do TGS. A tripulação do TGS tem que cavar seus próprios planos de férias para produzir um episódio do show. |             |                                        |                      |                               |                         |                  |                              |
| 43 | 7           | "Señor Macho Solo"                     | Beth McCarthy-Miller | Ron Weiner                    | 8 de Janeiro de 2009    | 307              | 5,40                         |
| Jenna está em causa quando Liz sente-se atraída para um novo homem. Jack tenta ajudar Tracy Jordan e Angie a organizarem um acordo nupcial e Jenna daz audições de Janis Joplin para o filme biográfico. Jack encontra um novo amor em Elisa, enfermeira de sua mãe. |             |                                        |                      |                               |                         |                  |                              |
| 44 | 8           | "Flu Shot"                             | Don Scardino         | Jon Pollack                   | 15 de Janeiro de 2009   | 308              | 6,59                         |
| Liz faz uma greve para o direito do seu pessoal obter vacinas contra a gripe do Dr. Spaceman, mas Jack não vai permitir, devido a uma oferta limitada. Jack tenta pensar em maneiras criativas de passar o tempo com Elisa quando ela trabalha sete dias por semana. Enquanto isso, Jenna e Tracy tentam fazer algo agradável para a tripulação. |             |                                        |                      |                               |                         |                  |                              |
| 45 | 9           | "Retreat to Move Forward"              | Steve Buscemi        | Tami Sagher                   | 22 de Janeiro de 2009   | 309              | 6,40                         |
| Nervoso sobre o seu desempenho em um retiro corporativo após sua administração e seus fracassos da CEO, Jack convida Liz para a retirada de apoio moral. Jenna emprega um método de actuação para seu papel de Janis Joplin, que rapidamente Frank aproveita. Depois que Tracy é diagnosticado com diabetes Kenneth tenta encontrar uma maneira de dissuadir Tracy de comer alimentos açucarados. |             |                                        |                      |                               |                         |                  |                              |
| 46 | 10          | "Generalissimo"                        | Todd Holland         | Robert Carlock                | 5 de Fevereiro de 2009  | 310              | 6,33                         |
| Ex-Wall Street exaltados tornam-se estagiários nos estúdios da TGS, para o esgotamento de Tracy. Jack lida com o ódio da avó de Elisa, devido a uma estranha coincidência com uma personagem da novela que ela assiste. Liz faz tudo para conquistar seu novo vizinho, o Dr. Drew Baird, depois de acidentalmente ter recebido seu e-mail. |             |                                        |                      |                               |                         |                  |                              |
| 47 | 11          | "St. Valentine's Day"                  | Don Scardino         | Jack Burditt & Tina Fey       | 12 de Fevereiro de 2009 | 311              | 7,60                         |
| Liz convida Dr. Baird em seu primeiro encontro, ela acidentalmente programa para o Dia dos Namorados. Enquanto ela tenta planejar uma data que não será estranho, os planos do Jantaer dos Namorados de Jack com Elisa devem ser adiados para ir à igreja com ela. Kenneth se apaixona por uma funcionária nova e Tracy tenta ajudá-lo com o romance. |             |                                        |                      |                               |                         |                  |                              |
| 48 | 12          | "Larry King"                           | Constantine Makris   | Matt Hubbard                  | 26 de Fevereiro de 2009 | 312              | 6,40                         |
| Jack considera dar o próximo passo em seu relacionamento com Elisa. Tracy aparece no Larry King Live e, inadvertidamente, provoca caos em Nova York para responder às perguntas sobre a economia. Além disso, a entrevista de Tracy a TGS envia a tripulação em busca para Queens para recuperar seu telefone que está sendo realizado para o resgate. |             |                                        |                      |                               |                         |                  |                              |
| 49 | 13          | "Goodbye, My Friend"                   | John Riggi           | Ron Weiner                    | 5 de Março de 2009      | 313              | 7,30                         |
| Liz tenta adoptar o bebê de uma adolescente grávida, ela se encontra em uma loja de donuts. Kenneth descobre que Tracy nunca comemorou seu aniversário e acaba pedindo Jenna para partilhar a sua festa de aniversário com Tracy. Jack vai para uma "festa somente de rapazes" com alguns dos escritores do TGS e Frank diz a Jack os problemas com seu pai. |             |                                        |                      |                               |                         |                  |                              |
| 50 | 14          | "The Funcooker"                        | Ken Whittingham      | Donald Glover & Tom Ceraulo   | 12 de Março de 2009     | 314              | 6,40                         |
| Liz deixa o grupo da TGS comandando como ela deve participar de serviço do júri para o julgamento de uma mulher estranhamente familiar. Kenneth tenta afirmar seu controle sobre a tripulação em seu lugar e Jack usa os escritores para desenvolver um novo nome para um produto GE. Enquanto isso, Jenna pede ajuda do Dr. Spaceman para que ela possa trabalhar na TGS e em seu novo filme. |             |                                        |                      |                               |                         |                  |                              |
| 51 | 15          | "The Bubble"                           | Tricia Brock         | Tina Fey                      | 19 de Março de 2009     | 315              | 7,10                         |
| Liz descobre que actratividade de Drew levou a sociedade dando-lhe um tratamento especial e Liz tenta trazer isso para chamar sua atenção. Enquanto isso, Jack tenta renegociar o contrato de Tracy Jordan, mas bate uma senão quando Tracy percebe que ele já não precisa de dinheiro graças a seu sucesso de videogames. Finalmente Jenna começa um novo penteado para tentar capturar a atenção do público. |             |                                        |                      |                               |                         |                  |                              |
| 52 | 16          | "Apollo, Apollo"                       | Millicent Shelton    | Robert Carlock                | 26 de Março de 2009     | 316              | 7,17                         |
| Enquanto Jack planeia a festa de aniversário de 50 anos perfeita para si mesmo ele vê vídeos caseiros que inspiram-no a recriar um dos momentos mais felizes que ele teve como um menino. O ex-namorado de Liz, Dennis (Dean Winters) decide vir limpar a Liz sobre um vício, mexendo até drama entre Liz e Jenna. Kenneth e Pete se unem para fazer o sonho de infância de Tracy se tornar realidade. |             |                                        |                      |                               |                         |                  |                              |
| 53 | 17          | "Cutbacks"                             | Gail Mancuso         | Matt Hubbard                  | 9 de Abril de 2009      | 317              | 6,80                         |
| Alegria sobre o 50 episódio de TGS começa a se preocupar quando a palavra se espalha sobre os cortes no orçamento iminentes em 30 Rock. Em pouco tempo, Jack tem de despedir vários empregados para economizar dinheiro, Kenneth assume novas responsabilidades, e as rodas de Liz e ofertas para poupá-la de funcionários de demissões. Enquanto isso, Jenna e Tracy suspeitam que Kenneth está mascarando um segredo profundo, escuro.                                                                                            |             |                                        |                      |                               |                         |                  |                              |
| 54 | 18          | "Jackie Jormp-Jomp"                    | Don Scardino         | Kay Cannon & Tracey Wigfield  | 16 de Abril de 2009     | 318              | 7,30                         |
| Liz conhece um novo grupo de amigos, enquanto a suspensão do trabalho. Enquanto isso, Jack está preocupado que o filme biográfico de Jenna sobre Janis Joplin não vai ficar liberado e tenta promover o filme no Kids Choice Awards da Nickelodeon. No entanto, após uma confusão, o mundo acredita que Jenna está morta e Jack tenta usar sua morte para o lado mais hype do filme. |             |                                        |                      |                               |                         |                  |                              |
| 55 | 19          | "The Ones"                             | Beth McCarthy-Miller | Jack Burditt                  | 23 de Abril de 2009     | 319              | 6,30                         |
| Jack vai às compras com Liz a um anel de noivado para Elisa. Jack cresce preocupado se ele possivelmente se casar com Elisa iria sobreviver no mundo real, mas Tracy aconselha-lo sobre a vida de casado. Enquanto isso, Elisa diz a Liz que ela está mantendo um segredo. O resultado de uma partida de volta em uma lesão na TGS e Jenna se apaixona por uma atraente técnico de emergência médica que vem para ajudar. |             |                                        |                      |                               |                         |                  |                              |
| 56 | 20          | "The Natural Order"                    | Scott Ellis          | John Riggi & Tina Fey         | 30 de Abril de 2009     | 320              | 6,00                         |
| Liz reprimenda Tracy na frente do pessoal por não agir profissionalmente. Liz se preocupa, esperando Tracy actuar, mas ela se surpreende por sua vez actuando com grande profissionalismo. Tracy diz que se ele não pode ter o tratamento especial como actor, Liz deve desistir de quaisquer privilégios que lhe são dados como uma mulher. A mãe de Jack, Colleen, vem visitar memórias reveladoras sobre o pai de Jack. Jenna adopta um animal de estimação (gibão) e aprende sobre a maternidade.                               |             |                                        |                      |                               |                         |                  |                              |
| 57 | 21          | "Mamma Mia"                            | Don Scardino         | Ron Weiner                    | 7 de Maio de 2009       | 321              | 6,20                         |
| Jack começa a procurar seu pai biológico com a ajuda de Liz. Enquanto isso, Tracy apresenta seu supostamente filho ilegítimo, para o elenco e a equipe do TGS, mas alguns questionam suas intenções. Enquanto isso, Jenna e Liz lutam por atenção quando Jenna fica com o reconhecimento público de um sketch cómico que Liz escreveu. |             |                                        |                      |                               |                         |                  |                              |
| 58 | 22          | "Kidney Now!"                          | Don Scardino         | Jack Burditt & Robert Carlock | 14 de Maio de 2009      | 322              | 5,66                         |
| Jack começa a conhecer seu pai recém-descoberto, mas logo descobre que Milton (Alan Alda), tem uma condição médica grave para enfrentar. Liz ganha notoriedade como uma perita do relacionamento de um desenho que ela escreveu. Enquanto isso, Tracy é convidado para falar na formatura sua antiga escola secundária e Kenneth tenta ajudá-lo a superar as memórias perturbadoras de sua experiência de colegial. |             |                                        |                      |                               |                         |                  |                              |